# Maya-Codices

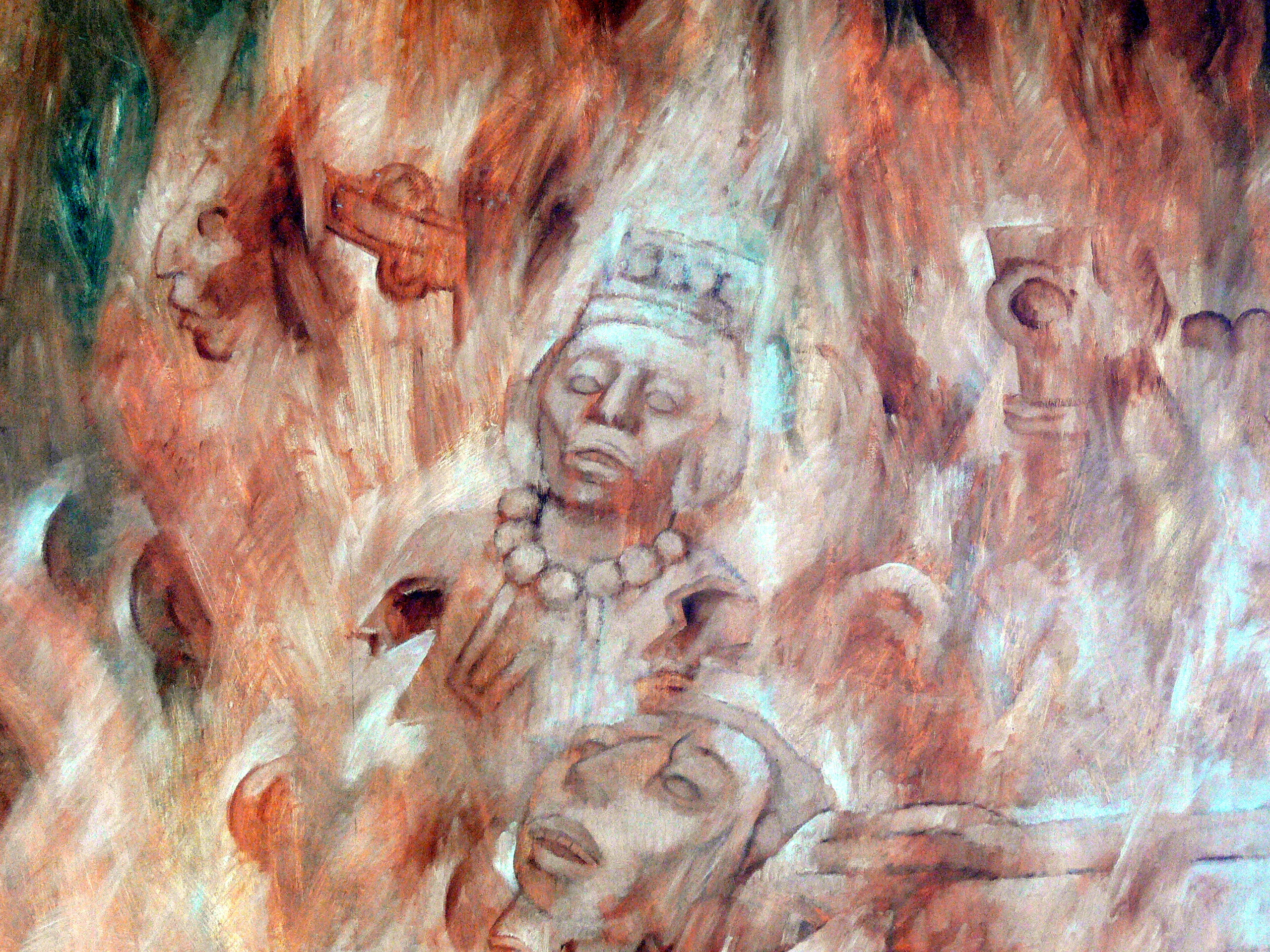
Fernando Castro Pacheco – Verbrennung von Maya-Codices und Götterfiguren (um 1975), Mérida

Die Maya-Codices sind gefaltete Bilderhandschriften auf Amatl-Papier, in denen Informationen über das Leben der Maya, aber auch über Religion, Mystik, Astronomie und Mathematik aufgezeichnet wurden. Sie waren wahrscheinlich Handbücher von Priestern. Die Maya hatten ein hoch entwickeltes Schriftsystem aus Bildern, Schrift- und Zahlenzeichen.

## Erhaltene Maya-Codices
Durch die Zeit der Conquistadoren und die Zerstörungen aller „heidnischen“ Objekte (vor allem durch den Franziskaner-Bischof Diego de Landa im Jahr 1562) existieren heute nur noch vier mit Sicherheit authentische Maya-Bücher. Sie wurden alle zur Unterscheidung nach ihrem späteren Aufbewahrungsort benannt:
- Madrider Codex (auch Codex Tro-Cortesianus, 112 Seiten, 6,82 Meter)
- Dresdner Codex (auch Codex Dresdensis, 74 Seiten, 3,56 Meter)
- Pariser Codex (auch Codex Peresianus, 22 Seiten, 1,45 Meter)
- Mexiko Maya Codex (früher Codex Grolier, 11 Seiten, 1,38 Meter)

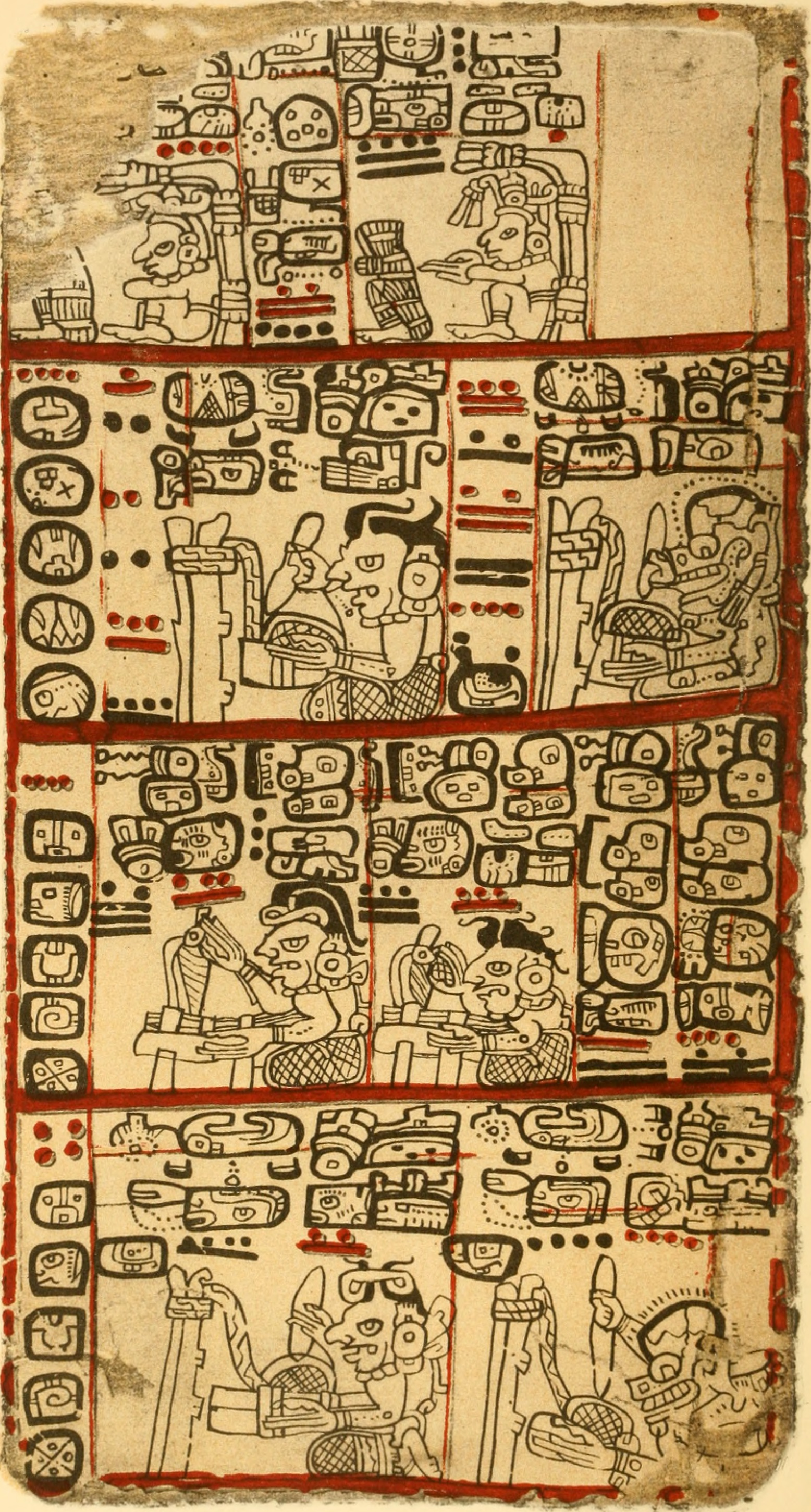
Seite aus dem Madrider Codex
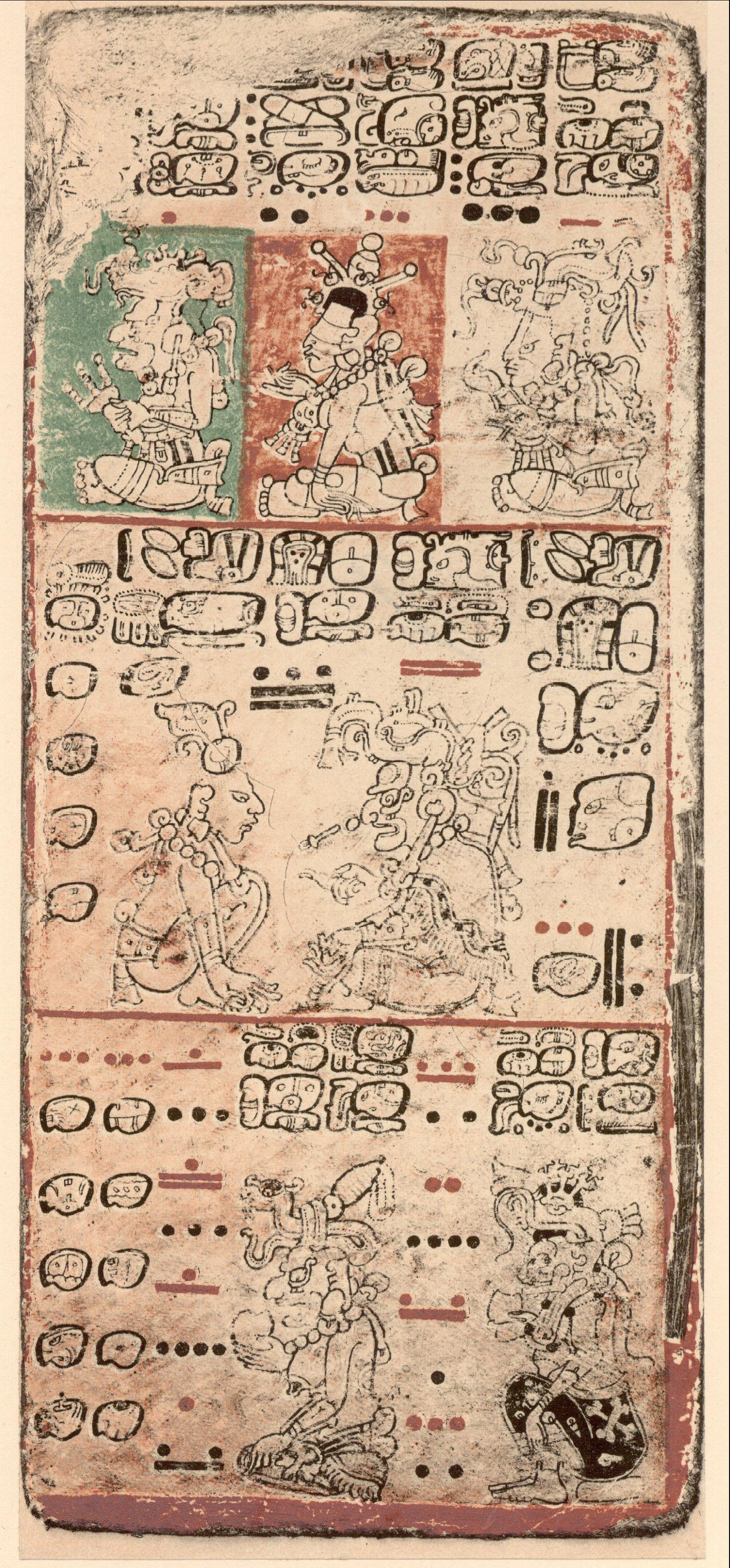
Seite 9 des Dresdner Codex
Seite aus dem Pariser Codex
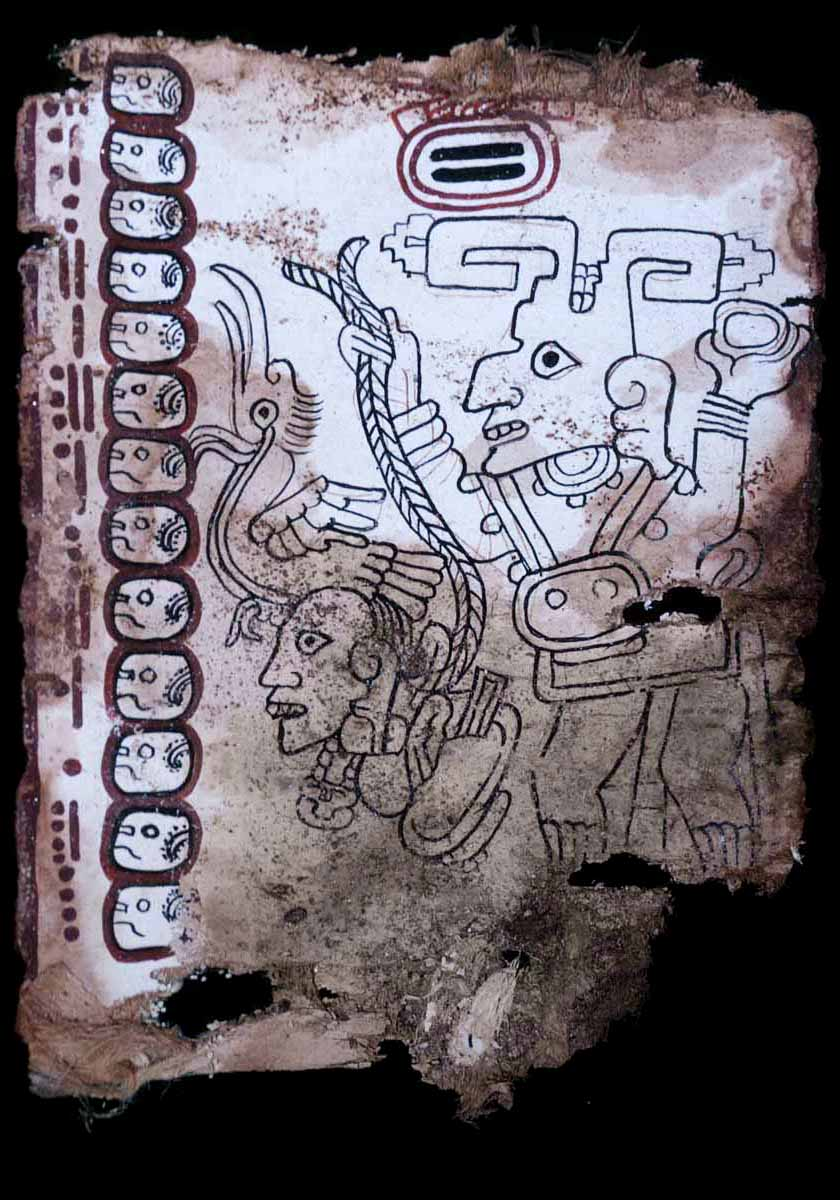
Seite aus dem Mexiko Maya Codex

## Inhalt und Entstehung
Die Codices beinhalten Ritual- und Deutungskalender, astronomische Berechnungen und mythologische Kalender. Aufgrund ihres Inhaltes waren die vier erhaltenen Maya-Handschriften vermutlich Handbücher von Kalenderpriestern.
Die vier Codices entstanden wahrscheinlich in den letzten Jahrhunderten vor der spanischen Eroberung, der Postklassik. Aufgrund sprachlicher und künstlerischer Übereinstimmungen mit lokalen Inschriften wird angenommen, dass die drei schon länger bekannten Bücher (Madrid, Dresden, Paris) aus der gleichen Region, dem nördlichen Teil der Halbinsel Yucatán, stammen. Wie sie von Yucatán bis nach Europa gelangten, ist trotz intensiver Nachforschungen nicht bekannt. Das zuletzt entdeckte Buch (Mexiko) stammt aus einer Raubgrabung, als Ursprungsort wird Chiapas angenommen.

## Bedeutung
Ein Großteil dessen, was wir heute über die Maya wissen, stammt aus diesen Codices. Weitere Aufzeichnungen finden sich nur als Inschriften an Gebäuden und Skulpturen der Maya. Später, zu Zeiten der spanischen Herrschaft, entstand das Popol Vuh, das von Francisco Ximénez ins Spanische übersetzt wurde. Man vermutet, dass die Maya über eine ausgefeilte Literatur verfügt haben, die jedoch die Zeit der Kolonialherrschaft nicht überstanden hat.